# Софоклис Схорцијанитис
Софоклис Схорцијанитис (грч. Σοφοκλής Σχορτσιανίτης; Тико, 22. јун 1985) је бивши грчки кошаркаш. Играо је на позицији центра.
Био је члан идеалне петорке Евролиге 2011. године. Са Макабијем је освојио Евролигу у сезони 2013/14, али и још два пута био учесник финалног турнира. Иако је рођен у Камеруну, с обзиром да му је отац Грк а мајка из Камеруна, играо је за репрезентацију Грчке. Посебно се истакао на Светском првенству 2006. године у Јапану, када је Грчка освојила сребрну медаљу.

## Клупска каријера
Дебитовао је у грчком првенству, у дресу Ираклиса, као тинејџер у сезони 2000/01. У сезони 2002/03. бележио је просечно 11,5 поена и 6,2 скока по утакмици у грчком првенству. Следи одлазак у италијански Канту где је провео сезону 2003/04. Након тога се вратио у Грчку и одиграо једну сезону за Арис.
Пред почетак сезоне 2005/06. Софо је потписао за Олимпијакос. Постао је важан члан тима који је стигао до четвртфинала Евролиге, а његове добре игре су „натерале“ тренера Панајотиса Јанакиса да га уврсти у репрезентацију. Током наредне две сезоне, није успео да пружа константне партије, пре свега због проблема са килажом, па је чак пропустио скоро целу сезону 2007/08. Вратио се у форму за сезону 2008/09. и помогао свом тиму да стигне до фајнал-фора Евролиге. У сезони 2009/10. са својим тимом је направио корак више, стигавши до финала Евролиге где су поражени од Барселоне.
Дана 5. августа 2010. потписао је двогодишњи уговор са Макабијем из Тел Авива. Са Макабијем је у првој сезони стигао до финала Евролиге, где су поражени од Панатинаикоса. Бележио је просечно 12 поена и 4,1 скок по мечу у Евролиги, па је уврштен у идеални тим Евролиге за сезону 2010/11. Током сезоне 2011/12. имао је проблема са повредом колена, што је утицало на његове игре. Са Макабијем је стигао до четвртфинала Евролиге где су заустављени од Панатинаикоса.
Дана 4. јула 2012. је потписао трогодишњи уговор са Панатинаикосом. Са клубом из Атине је у сезони 2012/13. освојио грчки куп и грчко првенство, али је након једне године раскинуо уговор. Након тога се вратио у Макаби из Тел Авива, потписавши трогодишњи уговор са клубом.
Почетком августа 2015. потписао је једногодишњи уговор са Црвеном звездом. Због слабих партија раскинуо је уговор са клубом већ 28. октобра 2015. године. У дресу Црвене звезде је одиграо шест утакмица у АБА лиги, на којима је бележио просечно 4,8 поена и 2,5 скока по мечу. У Евролиги је одиграо две утакмице (против Стразбура и Реала) и бележио је 4,5 поена, уз 0,5 скокова и две изгубљене лопте.
Почетком новембра 2015. потписао је уговор са ПАОК-ом за остатак сезоне 2015/16. У децембру 2016. је дошао на пробу у Аполон из Патре, али за овај клуб никада није ни заиграо, јер се недуго након доласка тешко повредио на тренингу. Сезону 2017/18. је провео у Трикали, потом једну годину није имао ангажман, да би у сезони 2019/20. играо за Јоникос из Никаје.
У децембру 2020. године је објавио да завршава играчку каријеру.

### НБА
Одабран је на НБА драфту 2003. као 34. пик од стране Лос Анђелес клиперса. Током 2006. Клиперси су га желели али је тада због уговора остао у Олимпијакосу. Током лета 2010, када му је истекао уговор са Олимпијакосом, играо је летњу лигу за Клиперсе али није успео да потпише уговор са њима. У јулу 2012. права на њега Клиперси су мењали у Атланта хоксе.

## Репрезентација
Схорцијанитис је своје прво велико такмичење у дресу сениорске репрезентације Грчке одиграо на Светском првенству 2006. у Јапану. Помогао је свом тиму да стигне до сребрне медаље. Такође је са репрезентацијом освојио бронзану медаљу на Европском првенству 2009. у Словенији. Играо је и на Олимпијским играма 2008. у Пекингу као и на Светском првенству 2010. у Турској.

## Успеси

### Клупски
- Олимпијакос:
  - Куп Грчке (1): 2010.

- Макаби Тел Авив:
  - Евролига (1): 2013/14.
  - Првенство Израела (3): 2010/11, 2011/12, 2013/14.
  - Куп Израела (4): 2011, 2012, 2014, 2015.
  - Јадранска лига (1): 2011/12.

- Панатинаикос:
  - Првенство Грчке (1): 2012/13.
  - Куп Грчке (1): 2013.

### Репрезентативни
- Кошаркашки турнир Алберт Швајцер:  2002.
- Европско првенство до 18 година:  2002.
- Светско првенство до 19 година:  2003.
- Светско првенство:  2006.
- Европско првенство:  2009.

### Појединачни
- Идеални тим Евролиге - прва постава (1): 2010/11.
- Најкориснији играч кола Евролиге (1): 2005/06. (1)
- Најкориснији играч Ол-стар утакмице Првенства Грчке (2): 2006, 2010.
- Најкориснији играч Турнира Алберт Швајцер (1): 2002.

## Статистика
Напомена: Евролига није једино такмичење у којем је играч учествовао, играо је и у домаћим такмичењима

### Евролига
| Сезона    | Екипа           | ОУ  | СУ  | МПУ  | ПШ%  | 3П%  | СБ%  | СПУ | АПУ | УПУ | БПУ | ППУ  | ИПУ  |
| --------- | --------------- | --- | --- | ---- | ---- | ---- | ---- | --- | --- | --- | --- | ---- | ---- |
| 2005/06.  | Олимпијакос     | 22  | 1   | 19.1 | .618 | .000 | .632 | 4.9 | .5  | 1.2 | .6  | 10.7 | 12.0 |
| 2006/07.  | Олимпијакос     | 17  | 1   | 11.0 | .655 | .000 | .507 | 1.8 | .7  | .4  | .4  | 6.6  | 5.4  |
| 2008/09.  | Олимпијакос     | 13  | 1   | 8.3  | .568 | .000 | .625 | 1.8 | .3  | .2  | .1  | 4.4  | 2.8  |
| 2009/10.  | Олимпијакос     | 19  | 18  | 13.3 | .614 | .000 | .486 | 2.5 | .6  | .5  | .2  | 7.2  | 6.6  |
| 2010/11.  | Макаби Тел Авив | 22  | 20  | 19.2 | .585 | .000 | .625 | 4.1 | 1.0 | .8  | .6  | 12.0 | 13.0 |
| 2011/12.  | Макаби Тел Авив | 21  | 14  | 16.0 | .595 | .000 | .625 | 3.0 | 1.0 | .6  | .4  | 8.7  | 8.6  |
| 2012/13.  | Панатинаикос    | 26  | 9   | 12.1 | .576 | .000 | .604 | 2.3 | .9  | .3  | .1  | 7.8  | 6.4  |
| 2013/14.† | Макаби Тел Авив | 29  | 20  | 14.2 | .613 | .000 | .577 | 2.6 | 1.1 | .8  | .3  | 9.6  | 8.3  |
| 2014/15.  | Макаби Тел Авив | 26  | 20  | 14.7 | .528 | .000 | .549 | 2.3 | 1.0 | .3  | .4  | 6.7  | 5.9  |
| Каријера  |                 | 195 | 104 | 14.5 | .593 | .000 | .584 | 2.9 | .8  | .6  | .3  | 8.4  | 7.9  |

| † | Сезона у којој је са тимом освојио Евролигу |